# Graduel de Fontevrault
Pour les articles homonymes, voir Aliénor de Bretagne.
Le Graduel de Fontevrault, dit d'Aliénor de Bretagne, est un manuscrit enluminé contenant les chants de l’année liturgique, à l’usage des religieux de l’ordre de abbaye de Fontevraud, maison-mère de l'Ordre de Fontevraud. Les armoiries d'Aliénor de Bretagne (1275-1342) apparaissent sur les tranches, mais sont postérieures au manuscrit.

## Historique

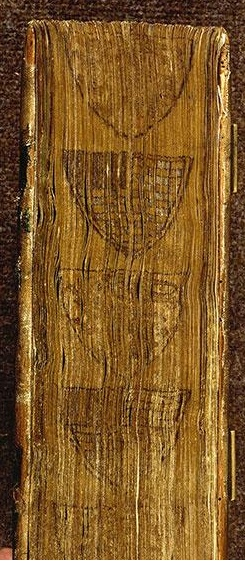
Tranche de gouttière du graduel de Fontevrault

Le graduel aurait été réalisé à Paris vers 1250-1260 (c'est-à-dire bien avant la naissance d'Aliénor), peut-être dans l’atelier de Nicolas Lombard, peut-être pour Jean II de Bretagne et Béatrice d'Angleterre, les parents d’Aliénor. Il aurait été confié à leur fille en 1290, lors de son arrivée à l’abbaye. Aliénor devient abbesse en 1304. À sa mort, en 1342, elle aurait légué le graduel à l'abbaye. La notice de la base Enluminures,, citant l'ouvrage de Richard H. Rouse et Mary A. Rouse attribue la fabrication à l'« un des quatre artistes qui ont réalisé une bible glosée commandée par Guy de La Tour du Pin, évêque de Clermont de 1250 à 1285 ».
Les trois tranches dorées de ses feuillets (tête, gouttière et queue) ont été ornées d'une série de treize blasons peints, où alternent les armes de Dreux-Bretagne et d'Angleterre, soit les armes de Jean II de Bretagne et de sa femme Béatrice d'Angleterre. Les armoiries ont été ajoutées après la fabrication du manuscrit.
On ne connaît pas le destin du volume avant que celui-ci entre en possession de Pascal Hugonot, abbé de Saint-Pierre de la Couture, au Mans. Celui-ci en fait don, en 1387, à l'église collégiale de Saint-Junien, en Haute-Vienne. C’est là que l’abbé Joseph Nadaud peut l’étudier, au milieu du XVIIIe siècle. C’est probablement à la Révolution, lors de la saisie des biens religieux, que le graduel aura été déposé à Limoges.

## Contenu

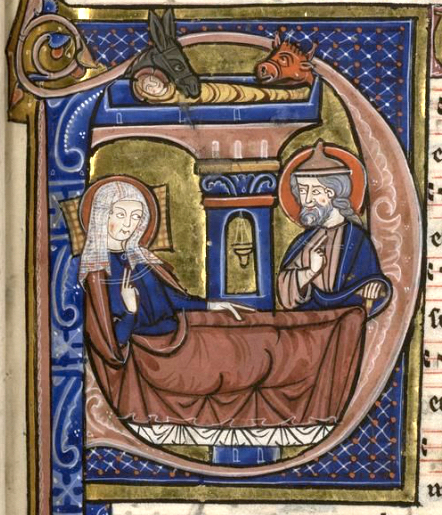
Nativité
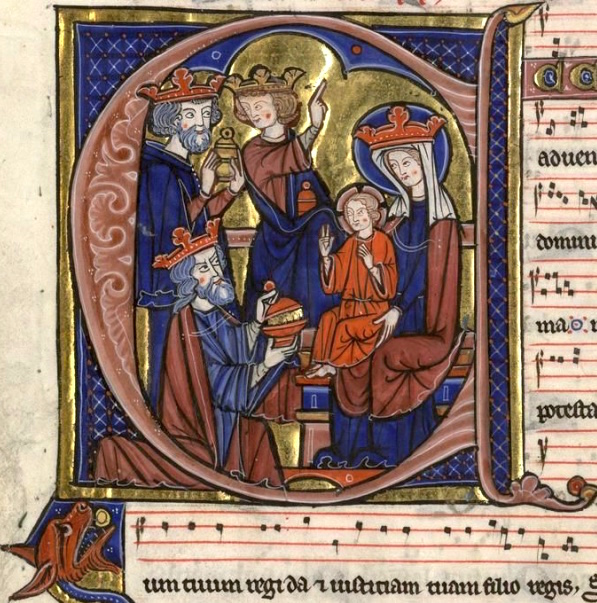
Adoration des Mages
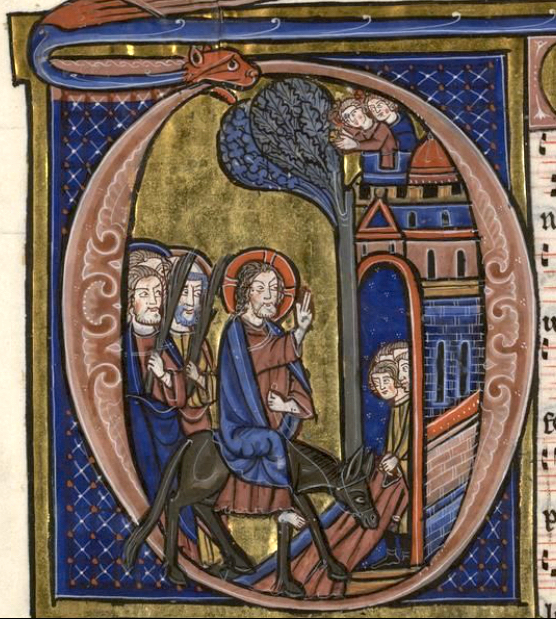
Entrée dans Jérusalem
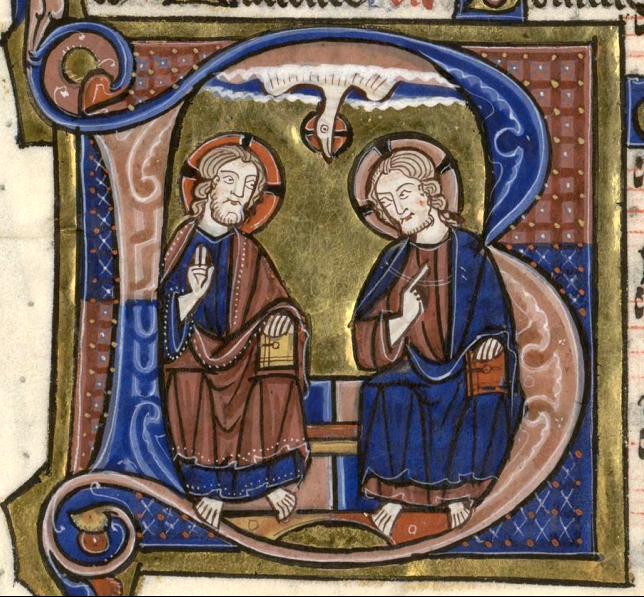
Trinité
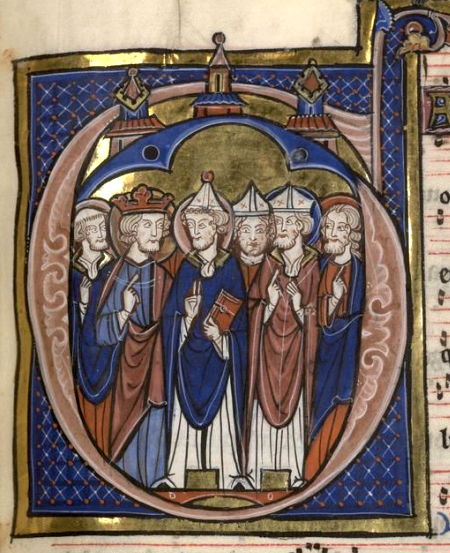
Toussaint
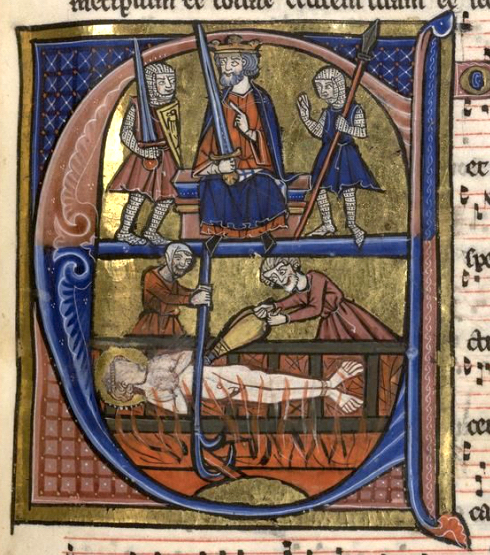
Saint Laurent
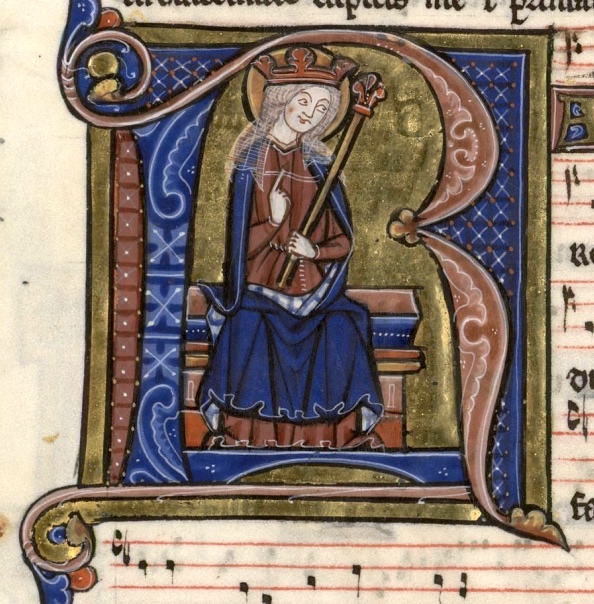
Radegonde

Le graduel est remarquable par une iconographie riche et originale.  Il est composé de 301 feuilles. Sur chaque page, dix ou onze lignes de musique et de texte. La musique est notée en notes carrées noires sur une portée de quatre lignes rouges. Le texte, également en noir, est orné d'initiales dorées et colorées et de remplissages divers et multiples, de sorte que le texte soit parfaitement aligné sous les notes. 

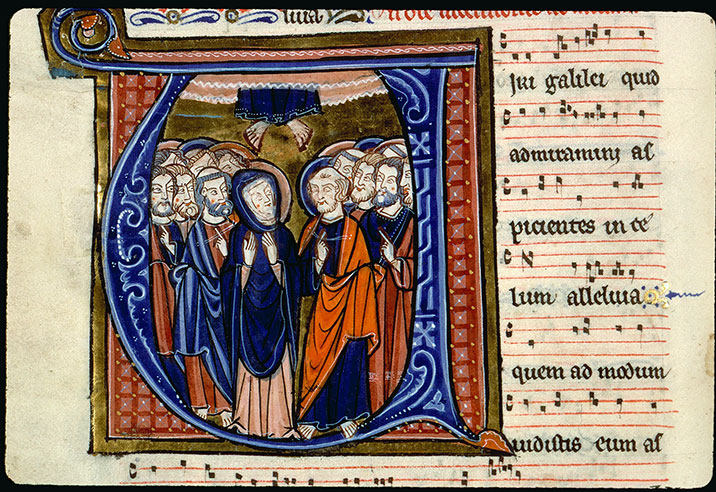
Ascension

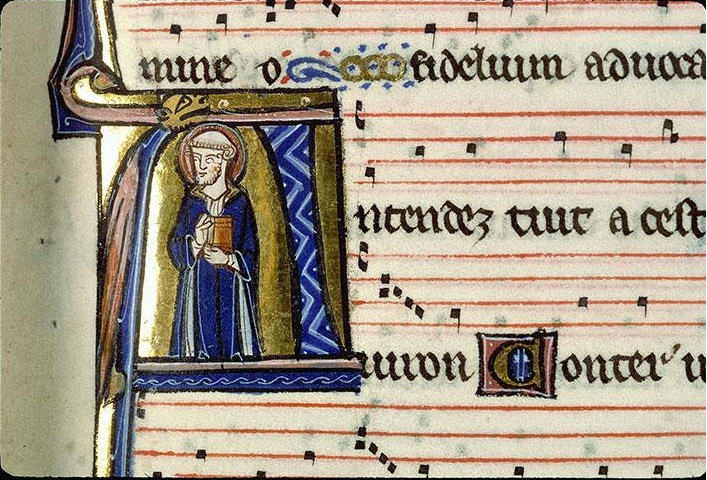
f29 Épître de saint Étienne.

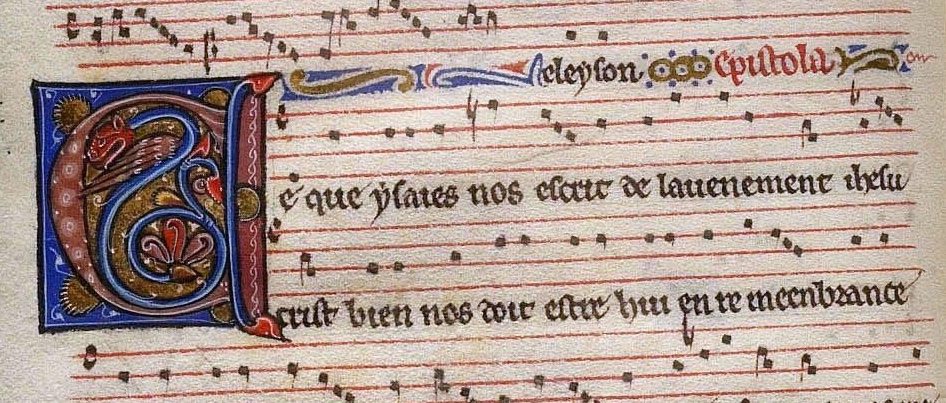
f46v Épître de l’Épiphanie

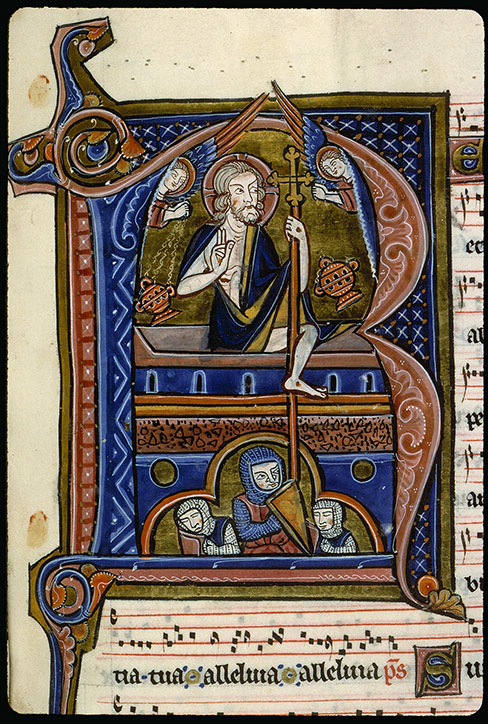
Résurrection

De nombreuses miniatures, sous forme de grandes lettres historiées relatent des évènements de la vie du Christ, comme la Nativité, l'Adoration des Mages, la Résurrection, et également des images de saints, comme saint Laurent ou Radegonde. Ce sont des initiales de grande taille qui occupent parfois près de la moitié de la page. Les mots qu'ils débutent sont écrits en capitales dorées et qui s'étendent sur la largeur de la page. On dénombre : 3 pages décorées, 108 initiales historiées, 4 miniatures en marge, 1 initiale figurée, des initiales ornées, champies, filigranées « en nombre ».
Le graduel est aussi remarquable par la musique. Il contient des pièces de chant grégorien, ainsi qu’un répertoire propre : des séquences, des proses, des lectures et trois pièces polyphoniques à deux voix -- Res est admirabilis (séquence), Verbum bonum (séquence) et Credo. Le chant grégorien s’y nourrit constamment de formes nouvelles exprimant la particularité de la communauté de Fontevraud. 

## Épîtres farcies
Le document contient également plusieurs épîtres farcies. On nomme ainsi « des lectures de la messe dans lesquelles le texte de l’Écriture sainte est pourvu, verset après verset, soit d'une paraphrase latine, soit d'une traduction en langue vulgaire. La paraphrase ou traduction constitue la « farce » du texte scripturaire. La farce revêt habituellement une forme versifiée et musicale ». Ce graduel contient cinq épîtres farcies, débutant aux folios 29, 46v, 273, 275 et 279. Ces épîtres sont de taille variable. Elles sont identifiées par un intitulé en rouge, et sont en français, alors que le texte usuel est en latin. 
- Épître farcie de saint Etienne. Incipit : « Entendes tuit a cest sermon / Et Clerc et lai tout environ », Folio 29
- Épître farcie de l'Epiphanie. Incipit  : « Ce que Ysaies nos escrist / De l'avenement Jhesucrist », Folio 46v
- Épître farcie de saint Jean Baptiste. Incipit  : « Qui de Dieu veut oir parler », Folio 273
- Épître farcie de Noël. Incipit  : « Boene genz por qui sauvement / Dieus de char vestir se deigna », Folio 275
- Épître farcie de l'Assomption. Incipit: « Boen crestïen, un seul petit / Oiez ce que Salomon dist », Folio 279[10]

L'épître débutant au fol. 29 est une « épître farcie de la Saint Étienne » (du 26 décembre).

## Conservation
Le graduel se trouve actuellement à la bibliothèque municipale de Limoges. il n'est pas consultable physiquement, mais il est possible de le feuilleter en ligne. Il est également accessible en version numérisée sur le site de la Bibliothèque virtuelle des manuscrits médiévaux (BVMM) de l'Institut de recherche et d'histoire des textes (IRHT).

## Interprétation
Les chants de l'œuvre ont été enregistrés par l’Ensemble Organum en 1993 dans le réfectoire même de l'abbaye.